# Letitia Marion Hamilton
Letitia Marion Hamilton (Dunboyne, 30 juli 1878 - Dublin, 11 augustus 1964) was een Iers landschapsschilder en winnaar van een bronzen medaille in de categorie "schilderen" op de kunstwedstrijden op de Olympische Zomerspelen 1948 in Londen.

## Biografie
Letitia Marion Hamilton werd  op 30 juli 1878 geboren in Hamwood House in het graafschap Meath en ging naar het Alexandra College in Dublin. Ze was de dochter van Charles Robert Hamilton en Louisa Caroline Elizabeth Brooke. Letitia en haar zus Eva waren achterkleindochters van de kunstenares Marianne-Caroline Hamilton en nichten van de aquarellist Rose Maynard Barton. De vader van de zussen kon zich maar één bruidsschat veroorloven, daarom bleven Letitia en Eva ongehuwd en hun artistieke carrière hielp het huishouden te onderhouden. Zowel Letitia als haar zus studeerden aan de Dublin Metropolitan School of Art onder William Orpen. Hamilton studeerde daar ook emailleren en won in 1912 een zilveren medaille op zowel de school als de Board of Education National Commission. Haar werk toonde elementen van art nouveau, een voorbode van haar latere modernistische neigingen. Hamilton studeerde ook in België bij Frank Brangwyn en aan de Slade School of Fine Art.

## Carrière
Hamilton exposeerde voor het eerst in 1902 en werd later een productieve schilder van het Ierse platteland, met meer dan 200 schilderijen aan de Royal Hibernian Academy (RHA). Beide zussen reisden veel door Europa, waarbij Letitia werd beïnvloed door moderne Europese artistieke trends van het begin van de 20e eeuw. De werken van Hamilton werden internationaal tentoongesteld, aan de Royal Academy of Arts, de Burlington Gallery en de Kensington Art Gallery in Londen en Schotland en tussen 1925 en 1928 exposeerde ze regelmatig op het Parijse salon. Haar voorkeur voor het impressionisme kwam door haar studie bij Anne St John Partridge in Frankrijk. Hamilton's stijl rijpte in de jaren 1920. Dat jaar was ze een van de stichtende leden van de Society of Dublin Painters, samen met Paul Henry, Grace Henry, Mary Swanzy en Jack Butler Yeats. Het was rond deze tijd dat ze haar handtekening veranderde van MH (May Hamilton) in LMH, wat haar volledige naam weerspiegelde. Hamilton werkte aan kleine olieverfschetsen, die later zouden uitgroeien tot voltooide werken. Haar stijl was snel, met losse, vloeiende penseelstreken. In de vroege jaren 1920 reisde Hamilton naar Venetië, schilderend op een gondelstudio die haar werd uitgeleend door de kunstenaar en vriend Ada Longfield. De werken van deze reis worden beschouwd als een van haar beste, met haar onderzoek naar lichteffecten, pasteltinten en sterke contouren. Hamilton gebruikte deze elementen later in haar werken over Ierse landschappen. 
Ze werd lid van de RHA in 1943. In 1948 won ze een bronzen medaille op de kunstwedstrijden op de Olympische Spelen van Londen, de laatste maal dat deze georganiseerd werden. Hamilton was eind jaren 1950 voorzitter van de Society of Dublin Painters. Ondanks haar afnemende gezichtsvermogen later in haar leven, bleef Hamilton schilderen en organiseerde ze haar laatste tentoonstelling in 1963, een jaar voor haar dood. Ze was ook bestuurslid van de Water Colour Society of Ireland.
Werken van Hamilton zijn opgenomen in een aantal collecties, onder meer in de Hugh Lane Gallery, de Limerick City Gallery of Art, de Crawford Art Gallery, het Ulster Museum, de National Gallery of Ireland en de Waterford Art Gallery.
- International Standard Name Identifier: 0000 0000 6813 2182
- Library of Congress Control Number: no2021006537
- RKD-Nederlands Instituut voor Kunstgeschiedenis: 202858
- Union List of Artist Names: 500060318
- Virtual International Authority File: 96087669